# Rajner Pál
Rajner Pál István Mátyás Károly (Pest, 1823. február 28. – Lontó, 1879. szeptember 9.) magyar politikus, főispán, 1869 és 1871 között belügyminiszter.

## Életpályája
Római katolikus nemesi származású család sarja. Apja, nemes Rajner József, anyja, liptó-teplai Dvornikovics Adelhaid volt. Bécsben tanult a Theresianumban, ezt követően 1844-ben az udvari kancellária gyakornoka lett, majd 1848-ban a földművelés-, ipar- és kereskedelemügyi minisztériumban fogalmazó volt. Az 1848–49-es szabadságharc alatt előbb Ivánka Imre, majd Guyon Richárd hadsegédje volt. 1861-ben Hont vármegye alispánja, 1865-től az ipolysági választókerület országgyűlési képviselője, 1867-ben Heves vármegye királyi biztosa, Bars vármegye főispánja lett. 1869. október 21. és 1871. február 10. között id. Andrássy Gyula gróf kormányának belügyminisztere volt. Súlyos idegbaja miatt miniszteri tisztéről lemondott, de mint a Deák-párt hű tagja ezután is tevékeny részt vett a közügyekben. Az 1872. évi választások alatt a párt végrehajtó bizottságának egyik legmunkásabb tagja volt. A választások után eltávozott a fővárosból és egy férfi rokona társaságában élt Lontón (Hont vármegye), ahol önkezűleg vetett véget életének.